# El Tular, Juan Rodríguez Clara
El Tular är en ort i Mexiko.   Den ligger i kommunen Juan Rodríguez Clara och delstaten Veracruz, i den sydöstra delen av landet, 400 km öster om huvudstaden Mexico City. El Tular ligger 21 meter över havet och antalet invånare är 127.
Terrängen runt El Tular är platt. Runt El Tular är det ganska glesbefolkat, med 42 invånare per kvadratkilometer. Närmaste större samhälle är Juan Rodríguez Clara, 18,6 km söder om El Tular. Omgivningarna runt El Tular är en mosaik av jordbruksmark och naturlig växtlighet.